# 더가 맥브룸

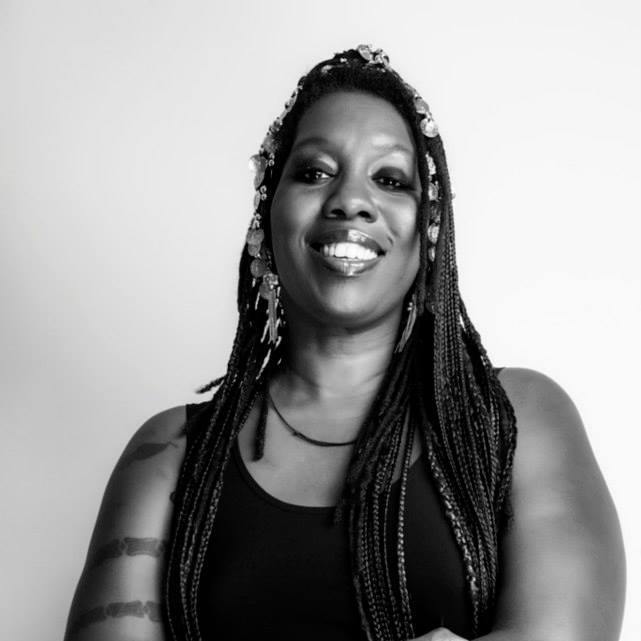

더가 맥브룸(Durga McBroom, 1962년 10월 16일 ~ )는 미국의 가수, 영화배우이다.
캘리포니아주에서 태어났다.

## 영화
- 플래시댄스 (1983)
- Phoenix Point (2005)